# Мариньяк, Тьерри
Тьерри́ Маринья́к (фр. Thierry Marignac, род. 1958, Париж) — французский писатель, публицист и переводчик. Переводил на французский язык русских авторов (поэта Бориса Рыжего, писателей Эдуарда Лимонова, Владимира Козлова и Андрея Доронина), казахского поэта Бахытжана Канапьянова.

## Биография
Первый рассказ Мариньяка был опубликован в 1980 году, после чего он примкнул к арт-группе Bazooka, в которую входили антибуржуазно настроенные писатели и художники. Первый роман писателя — «Фашист» (фр. Fasciste)  — вызвал неоднозначную реакцию в издательской среде, во многом по причине реалистичного изображения будней неонациста от первого лица.
В 1981 году Мариньяк познакомился с Эдуардом Лимоновым, переехавшим в Париж из Соединенных Штатов Америки. В 1985 году заключил фиктивный брак с Натальей Медведевой, чтобы позволить певице остаться в Париже.

По поводу своего знакомства с Лимоновым и Медведевой Мариньяк говорил: 
Я сдружился с Лимоновым, странное существо в Париже 1980-го, потом влюбился в женщину русского происхождения, подругу Наташи [Медведевой], и до сих пор ее люблю, хотя мы уже давно не виделись. Через эти личности появился интерес к культуре, нравам, народу.
Мариньяк занимался боксом, что частично отражено в его романе Renegade Boxing Club.
В 2018 году вышел первый переведенный на русский язык роман Т. Мариньяка Morphine Monojet.

### Романы на французском языке
- Fasciste, éditions Payot, 1988, (ISBN 2-228-88002-7), réédition Hélios noir, 2016, (ISBN 978-2-917689-86-8)
- Cargaison, éditions Le Rocher, 1992, (ISBN 2-268-01249-2)
- Milana, éditions Fleuve Noir, 1996 (ISBN 2-265-05349-X)
- Fuyards, éditions Rivages/Noir, 2003, (ISBN 2-7436-1151-0)
- À Quai, éditions Rivages/Noir, 2006, (ISBN 2-7436-1490-0) (notice BnF no FRBNF40127231)
- Renegade Boxing Club, Gallimard, Série noire, 2009, (ISBN 978-2-07-012103-8)
- Milieu hostile, éditions Baleine, 2011, (ISBN 978-2-84219-500-7)
- Morphine Monojet, éditions Le Rocher, 2016, (ISBN 978-2-268-08164-9)
- Cargo sobre, éditions Vagabonde, 2016 (ISBN 978-2-919067-17-6)

### Статьи на русском языке
- В ловушке (перевод с французского Инны Кушнарёвой), Топос, 2004[12]
- Песни для русалок, Интерпоэзия № 1, 2008[13]
- О литературном переводе как наркотике (перевод с английского Е. Ариан), Интерпоэзия № 2, 2008[14]
- Женщина по фамилии Медведева, Интерпоэзия № 1, 2009[9]
- Механический перевод (перевод с английского Елены Ариан), Интерпоэзия № 2, 2010[15]